# 池田政森
池田 政森（いけだ まさもり）は、江戸時代前期から中期にかけての旗本。通称は久馬助。

## 略歴
天和2年（1682年）、池田政武の子として誕生。幼名は犬千代。初名は政安、政豊、政種。
貞享4年（1687年）7月11日、父の遺領のうち6,000石を継ぎ、1,000石を弟・政親に分与した。元禄15年（1702年）10月4日、小姓となった。
享保4年（1719年）1月21日、38歳で死去。墓所は兵庫県神河町福本の徹心寺。跡を子の喜以が継いだ。

## 系譜
- 父：池田政武（1649-1687）
- 母：赤羽氏
- 正室：朽木稙昌の娘
- 生母不明の子女
  - 男子：池田喜以（1712-1786）
  - 男子：池田頼致（1718-1789） - 池田頼教養子
  - 男子：大五郎
  - 女子：旗本近藤用純室 - のち池田頼教室
  - 女子：土倉一貞正室
  - 女子：
  - 女子：
  - 女子：